# ヴュルツブルク・モーツァルト音楽祭

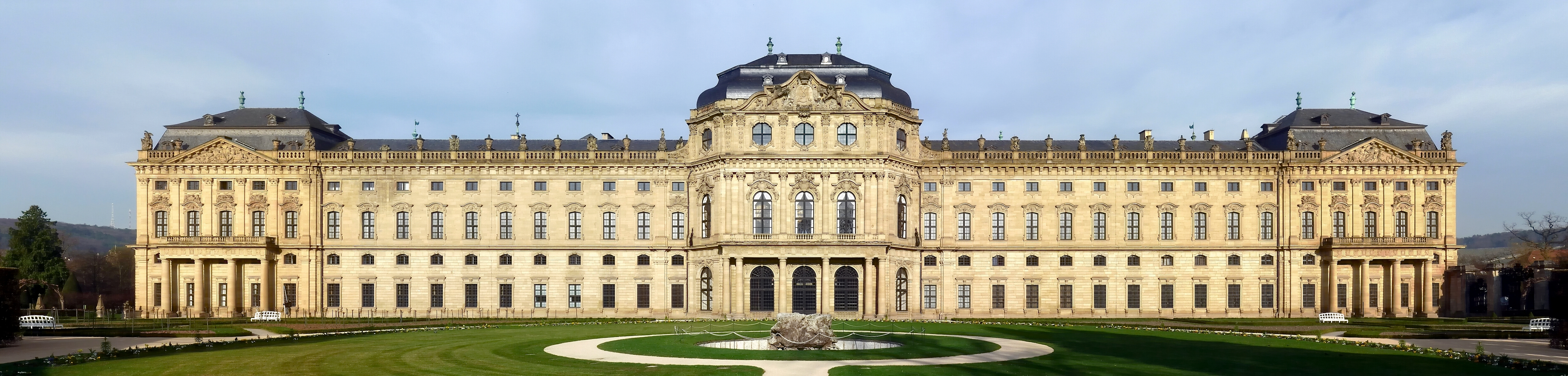
ヴュルツブルクのレジデンツ

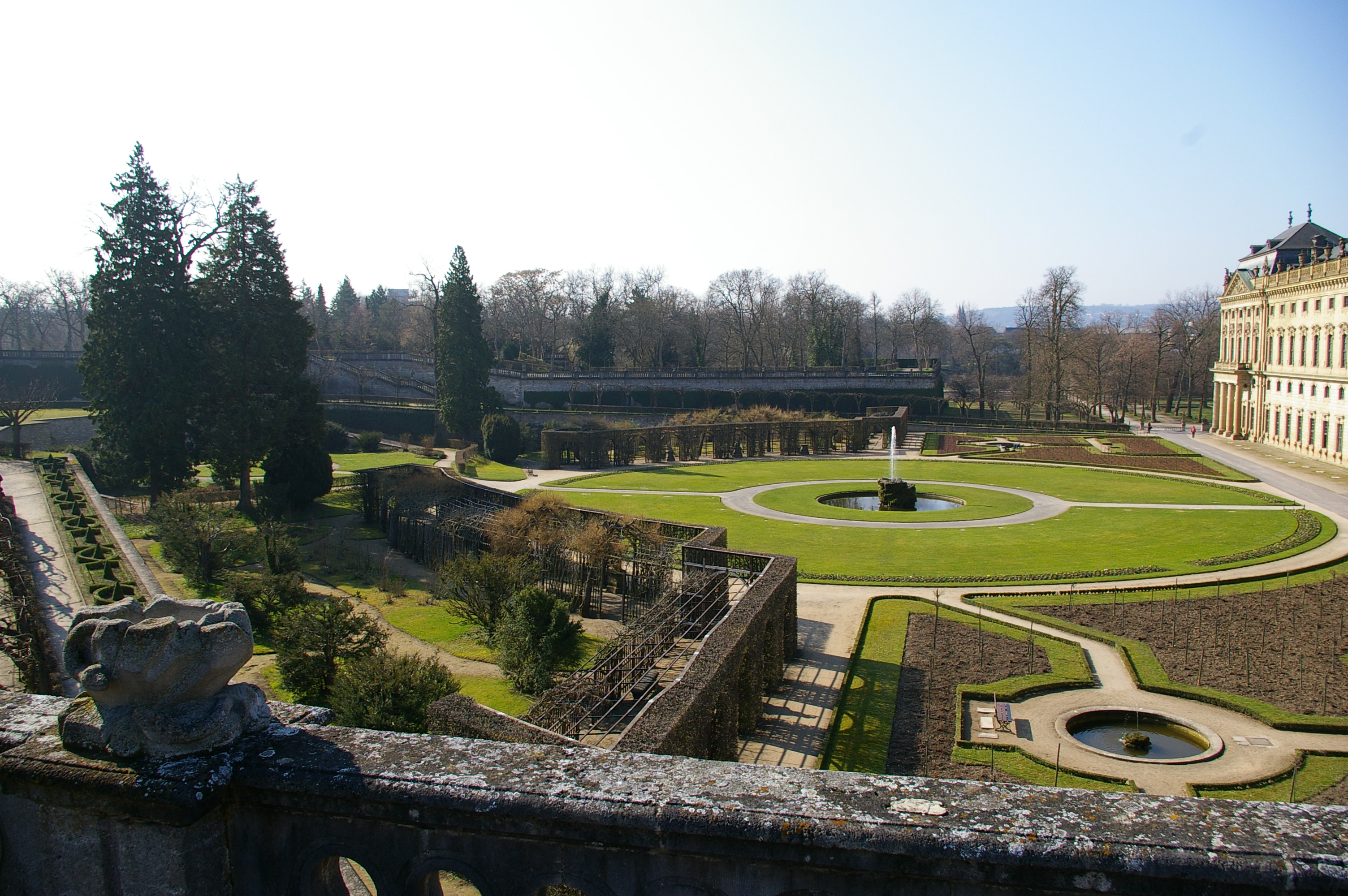
レジデンツの庭園

ヴュルツブルク・モーツァルト音楽祭（ドイツ語: Würzburger Mozartfest）は、ドイツのヴュルツブルクで開催される音楽祭。ザルツブルク音楽祭と並ぶ歴史を持つヴォルフガング・アマデウス・モーツァルトの音楽祭。

## 概要
毎年5月から7月のうちの4週間かけて開催され、世界的なオーケストラが招かれて50以上のコンサートが行われる。会場はヴュルツブルクのレジデンツで、建物内の屋内コンサートと庭園での野外コンサートがある。期間中に25000人から30000人の聴衆が訪れる。

## 歴史
1922年、指揮者のヘルマン・ツィルヒャーによって創設された。音楽祭はその後継続的に行われたが、1943年と1944年は歓喜力行団の影響下にあった。1945年には連合軍の空襲でレジデンツが破壊され中止を余儀なくされた。戦後になってレジデンツが再建され、1951年からバイエルン放送の支援を受けて再開した。
これまでに出演した音楽家にはアルフレート・ブレンデル、フィリップ・ヘレヴェッヘ、クリストファー・ホグウッド、ギドン・クレーメル、ロリン・マゼール、ネヴィル・マリナー、ヴァルトラウト・マイアー、ユーディ・メニューイン、トレヴァー・ピノック、ユッカ＝ペッカ・サラステなどがいる。